# Halfstruik

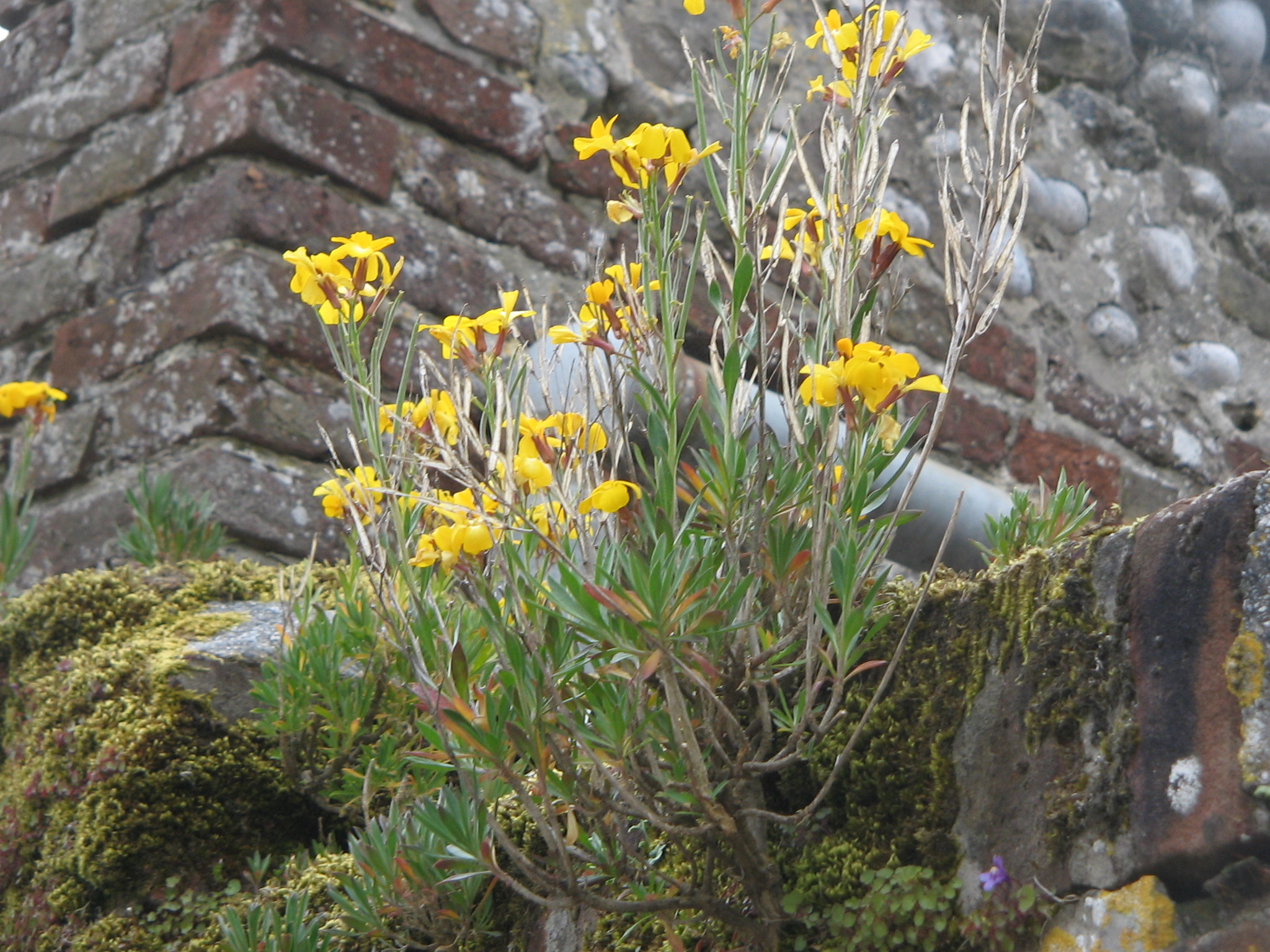
Muurbloem (Erysimum cheiri), een voorbeeld van een halfstruik.

Een halfstruik, halfheester of hemi-fanerofyt is een overblijvende plant die aan de voet bestaat uit vertakkende houtige delen, die elk groeiseizoen nieuwe kruidachtige scheuten vormen die aan het einde van het groeiseizoen ook weer afsterven. Binnen de plantensystematiek hangt de onderscheiding van halfstruiken geenszins samen met taxonomische opvattingen.

## Afbeeldingen

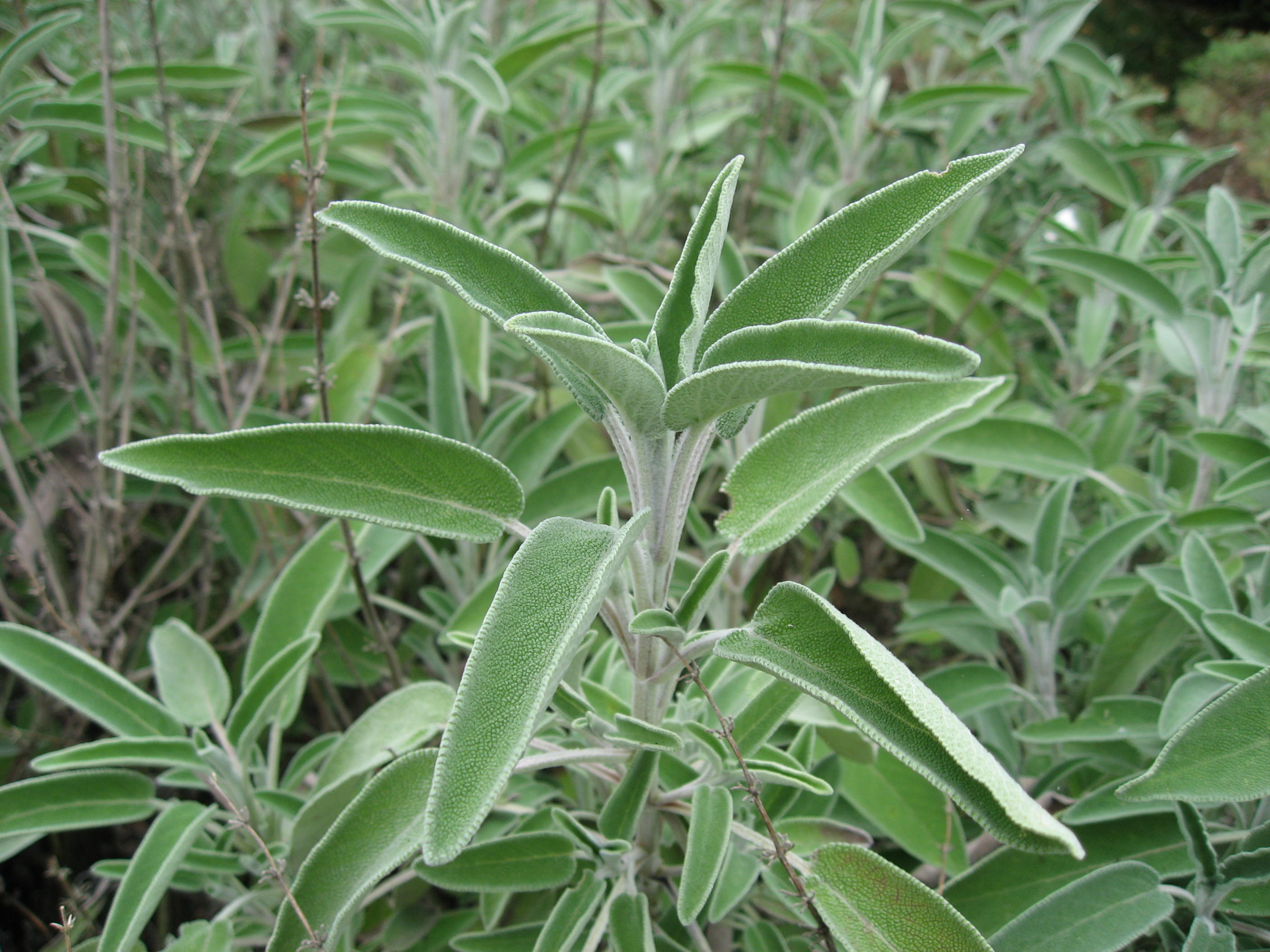
Echte salie (Salvia officinalis)
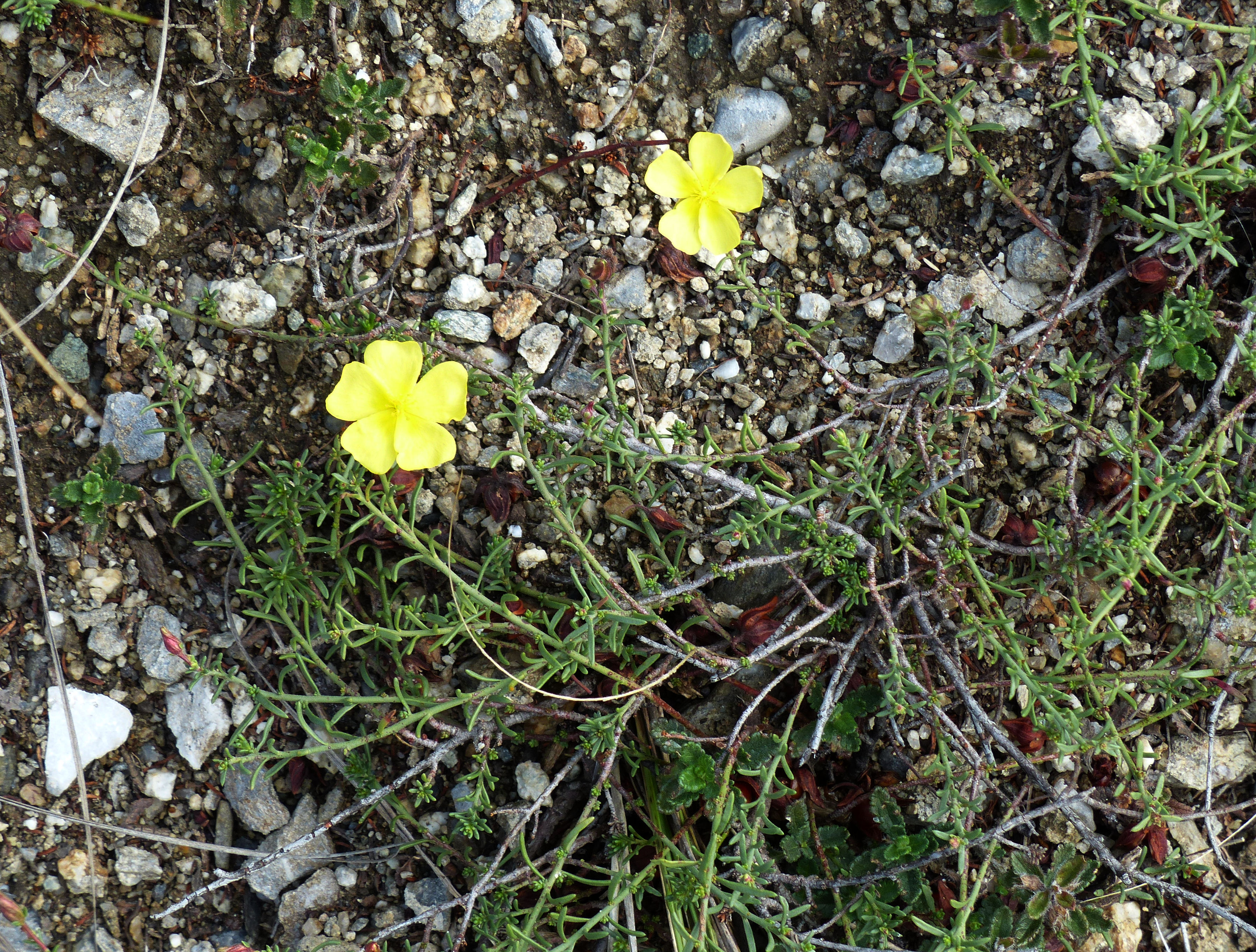
Dwergzonneroosje (Fumana procumbens)
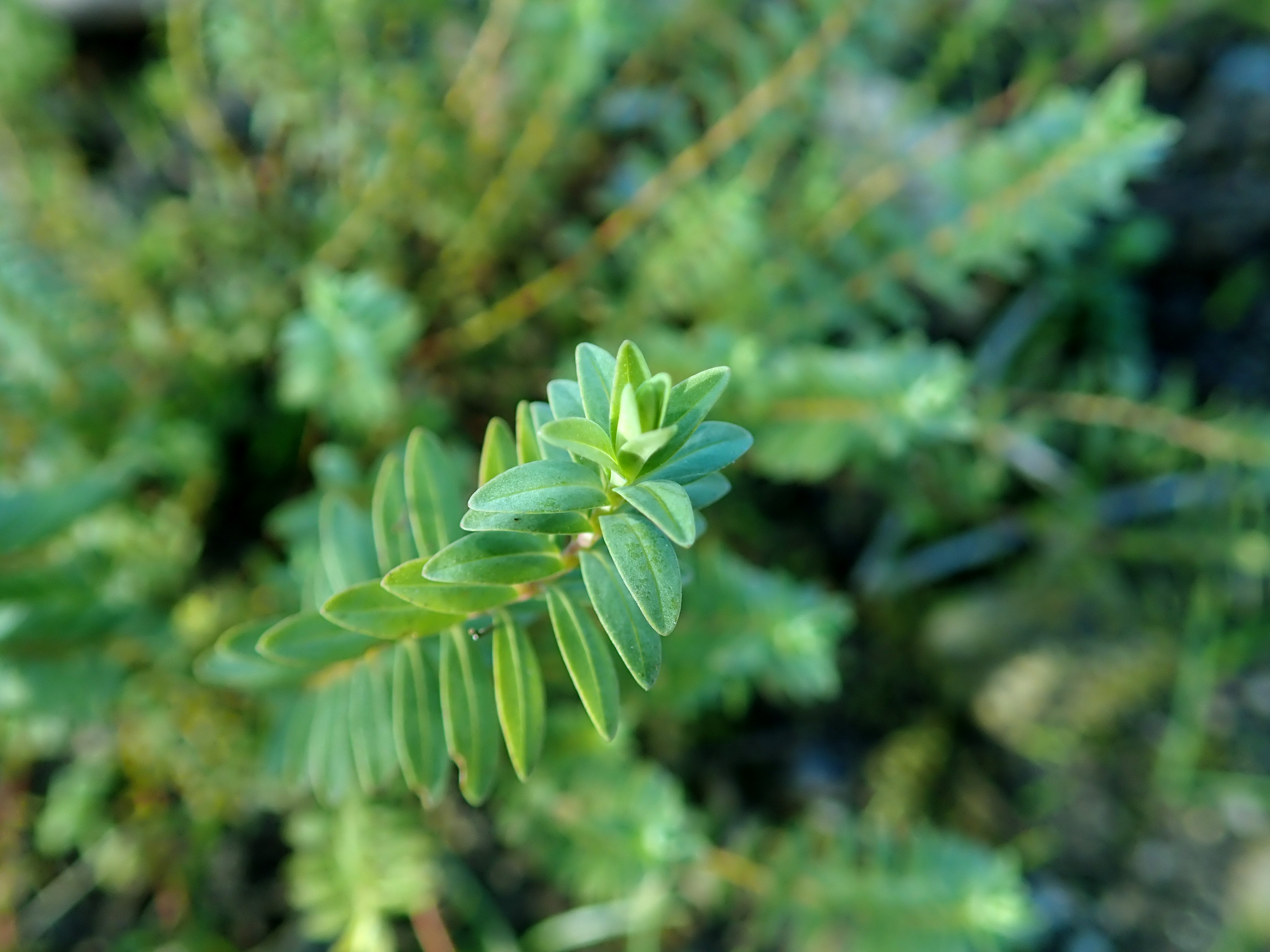
Hypericum olympicum